# A strange inheritance
A strange inheritance is een studioalbum van Nick Magnus.

## Inleiding
Magnus is in de 21e eeuw voornamelijk bekend als sessiemuzikant, maar komt af en toe ook met nieuw eigen werk. A strange inheritance is het zevende album in dertig jaar. Magnus is in de kringen van de progressieve rock uit de jaren zeventig en tachtig voornamelijk bekend vanwege zijn werk als bandlid van Steve Hackett, die toen net op solopad ging. A strange inheritance werd opgenomen in zijn eigen Magick Nun Studio en verscheen in eigen beheer, platenlabel Magick Nuns is ook van hem.
Na het vorige album Catharsis begon Magnus voor zijn doen al snel aan de opvolger. Magnus en tekstschrijver Foster kwamen al snel vast te zitten in de coronapandemie; ze werden er terneergeslagen van. In drie volgende jaren wisten ze een “compleet verhaal” tot het album te verwerken. Dit zevende album is een conceptalbum, dat handelt over een jonge vrouw die over de hele wereld reist op de grens van de 18e en 19e eeuw. Ze belandt vanuit Londen in Amerika en reist verder naar een eiland, dat vriendelijk oogt, maar het niet is. Door al zijn muzikale contacten kon Magnus diverse musici inschakelen tot Steve Hackett zelf op mondharmonica. Eigenlijk wilde hij zoveel mogelijk zelf doen, maar hij is zich bewust dat hij ook niet alles kan. Daartoe werden de musici gevraagd naar zijn studio te komen, want Magnus staat op interactie, Greenwood echter kwam niet; hij woont en werkt in Australië en communicatie verliep met heen en weer sturen van bestanden.
Het boekwerkje sluit af met enige toelichting over de Zuilen van Hercules, Foundling Hospital van Thomas Coram (opvangcentrum voor vondelingen voor track Philadelphia, verpleegster aldaar) en vrouwelijke piraten zoals Mary Read en Anne Bonny (voor track Black and scarlet).

## Musici
- Nick Magnus – zang en alle muziekinstrumenten, behalve
- Dick Foster (afkomstig uit die band van Hackett) – stem (An almost silent witness)
- Andy Neve – achtergrondzang (An almost silent witness, Black and scarlet)
- Steve Hackett – mondharmonica (An almost silent witness)
- Tony Patterson (afkomstig uit een Genesis tribute band) – zang (Blood money, Black and scarlet)
- John Greenwood (afkomstig uit Unitopia) - gitaar (Blood money)
- Ginger Bennett (normaliter mezzosopraan) – zang (Welcome to the island)
- Louise Young – achtergrondzang (Black and scarlet, To whom it may concern), zang (To whom it may concern)

## Muziek
Muziek van Nick Magnus, teksten van Dick Foster

| Nr. | Titel                      | Duur  |
| --- | -------------------------- | ----- |
| 1.  | An almost silent witness   | 10:06 |
| 2.  | Blood money                | 4:46  |
| 3.  | Philadelphia               | 5:17  |
| 4.  | At sea at night            | 5:51  |
| 5.  | Four winds (instrumentaal) | 8;14  |
| 6.  | Welcome to the island      | 5:20  |
| 7.  | Black and scarlet          | 5:24  |
| 8.  | To whom it may concerns    | 5:37  |